# Печерский Вознесенский монастырь
Пече́рский Вознесе́нский монасты́рь (по утверждению местных жителей, а также в Большой Советской энциклопедии — Печёрский, также иногда — Печерской) — мужской монастырь Нижегородской епархии Русской православной церкви в Нижнем Новгороде. Основан в 1328—1330 годах святителем Дионисием Суздальским. Изначально располагался на месте современного района Старые Печёры на берегу Печёрской Воложки.

## История

### Основание

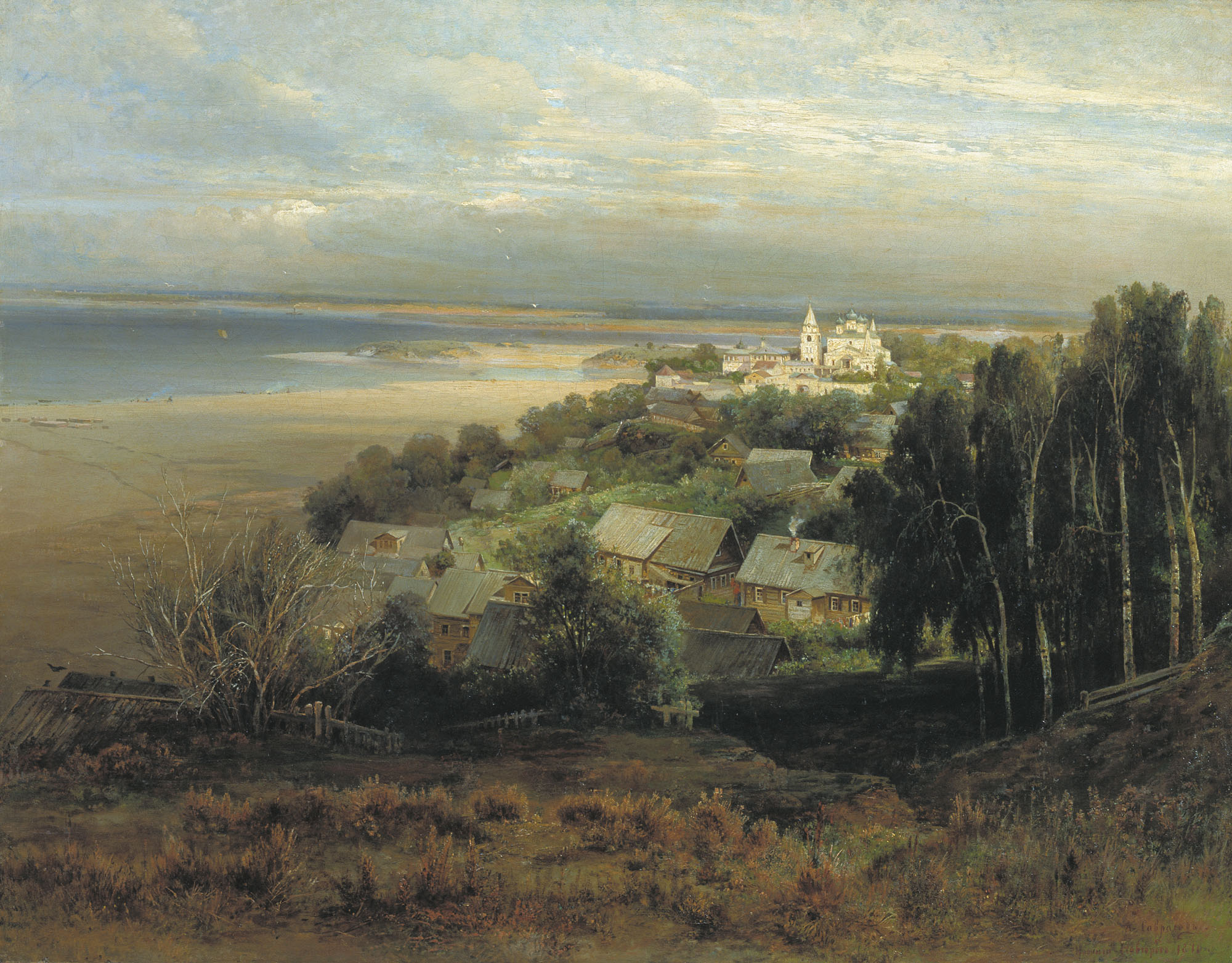
А. К. Саврасов. Печерский монастырь близ Нижнего Новгорода. 1871 год

Печерский монастырь основан между 1328 и 1330 годами неподалёку от Нижнего Новгорода на берегу Волги, «в полугоре». В некоторых источниках говорится об основании обители великим князем Юрием Всеволодовичем в 1219 году. Однако общепринято говорить именно о создании монастыря святителем Дионисием. Этот монах
Киево-Печерского монастыря пришёл с несколькими иноками в Нижний Новгород и ископал в трёх верстах от города пещеру, где и поселился.
Около 1335 года на этом месте святой Дионисий основал монастырь с церковью Вознесения Господня:

Въ трѣхъ поприщахъ от города, при брезѣ Волги, Діонисій в Нижнемъ Новеградѣ ископа пѣщеру, идѣжѣ трудолюбиво подвизася, и монастырь чѣстенъ состави, зовомый Пѣчерскій монастырь. 

Монастырь был устроен по принципу строгого общежительства — «общего жития», киновии: монахи не имели собственности; всё имущество было общим; все, не исключая настоятеля, работали для своего пропитания; без благословения игумена не выходили за монастырские врата.
Вскоре после основания монастырь становится важнейшим духовным и культурным центром Суздальско-Нижегородского княжества. В это время в стенах Печерской обители монахом Лаврентием создаётся Лаврентьевская летопись. Среди духовных чад Святителя Дионисия — два уроженца Нижнего Новгорода, впоследствии прославленных в лике святых: Евфимий Суздальский и Макарий Желтоводский. По преданию, они родились в соседних домах на площади перед церковью Святых Жён-Мироносиц. В разное время они приходят в Печерский монастырь и становятся его иноками. Впоследствии эти ученики святителя Дионисия станут основателями новых обителей (Евфимий — в Суздале, а Макарий — в ещё неосвоенном тогда Заволжье).
Другой инок Печерского монастыря, философ Павел Высокий, становится учителем будущей супруги Дмитрия Донского, Евдокии Московской. В Печерском монастыре жил Авраамий Галичский, ученик Сергия Радонежского.

### Оползень и перенос монастыря

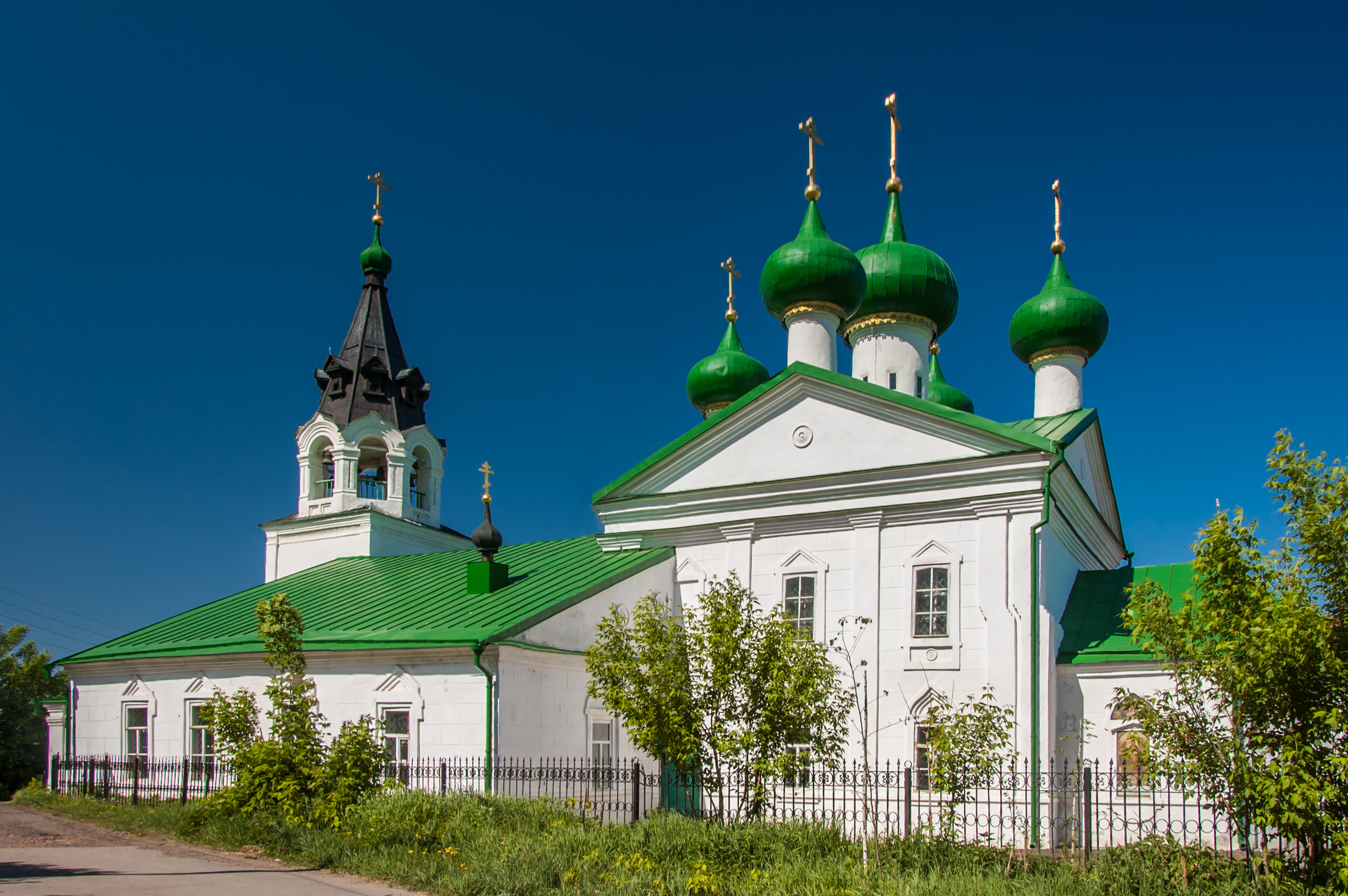
Церковь Преображения Господня в Печёрах, построенная на месте старого монастыря

В XVI веке монастырь достиг своего расцвета. Однако 18 июня 1597 года, в третьем часу ночи монастырь был разрушен обвалом горы:

…И милостию Божиею, заступлением Пресвятыя Богородицы, прошла оная гора под монастырь землею и вышла в Волгу реку оказалась буграми, а которые струги под монастырем были на Волге реке, те стали на сухом берегу от воды в дальнем разстоянии; а в монастыре же означенною от горы оползиною, храм каменный Вознесения Христова разрушило до основания, только остался над жертвенником верх один, колокольня разсыпалась, теплый храм Пресвятыя Богородицы (Покрова) разшатало на сторону и опустило в землю, близ окошек олтарных; святыя ворота, и в монастыре кельи, поварни и погреба обвалило и ограду переломало, а на берегу стоящий храм деревянный Николая Чудотворца сдвинуло с места, и паперти обломило, и слободе многия дворы пошатало.

В этом обвале никто не погиб. Но почти весь монастырский комплекс был разрушен. Кроме того, склон над монастырём был признан оползне-опасным. Поэтому в том же 1597 году монастырь был перенесён на версту вверх по течению Волги, а на старом месте была поставлена церковь Преображения Господня. Считается, что отец национального героя Кузьмы Минина вносил вклады на строительство монастыря после его разрушения.
Многие посчитали произошедший обвал знамением, предвестием некоторого бедствия. И бедствие произошло в самом деле: через несколько лет началось Смутное время.
В 1630—1640х гг. нижегородским архитектором Антипом Константиновым (Возоулиным) построен ныне существующий монастырский ансамбль, включающий пятиглавый Вознесенский собор с галереей(1632), шатровую колокольню, шатровую Успенскую церковь (1648) с трапезной палатой, шатровую надвратную церковь св.прп. Евфимия Суздальского (1645), настоятельские покои и корпуса келий с храмом прп. Макария. Каменная ограда и небольшой надвратный храм Покрова Богородицы построены позже, в 1765 году.
В разное время монастырь имел свои больницы, богадельни, где получали помощь престарелые и нищие; оказывал большие услуги не только частным лицам, но и целому государству: снабжал войска деньгами, хлебом и различной провизией, а также посылал за свой счёт сформированных ратников в царские войска.

Монастырь в конце XIX века
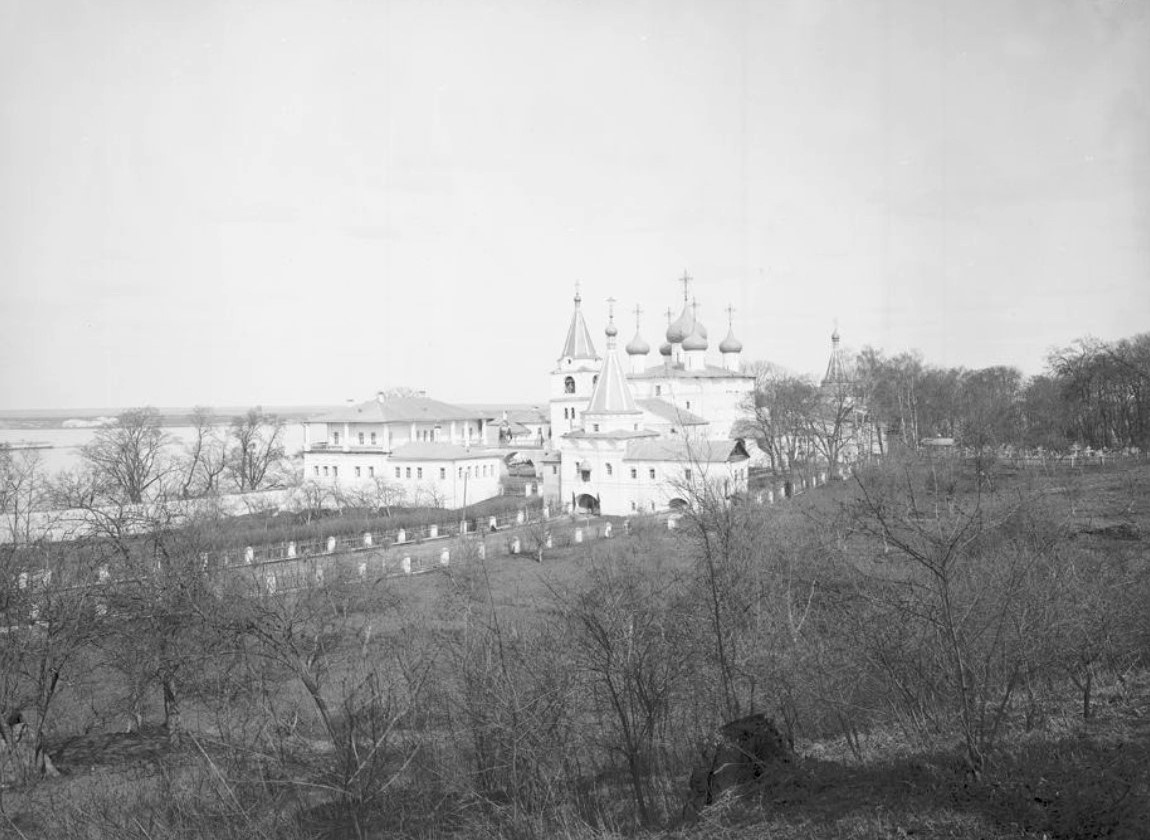
Общий вид монастыря. 1890-е годы.
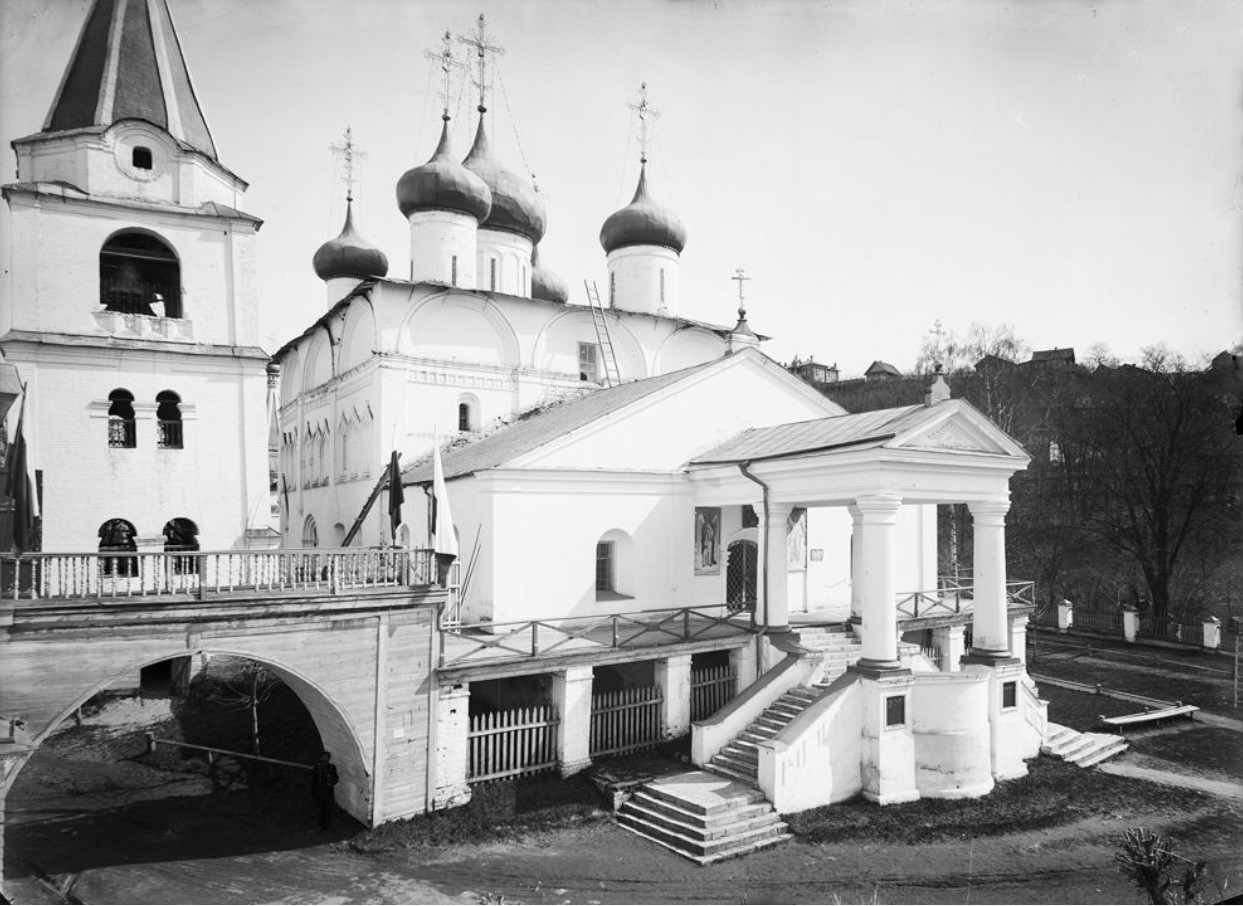
Вознесенский собор. 1890-е годы.
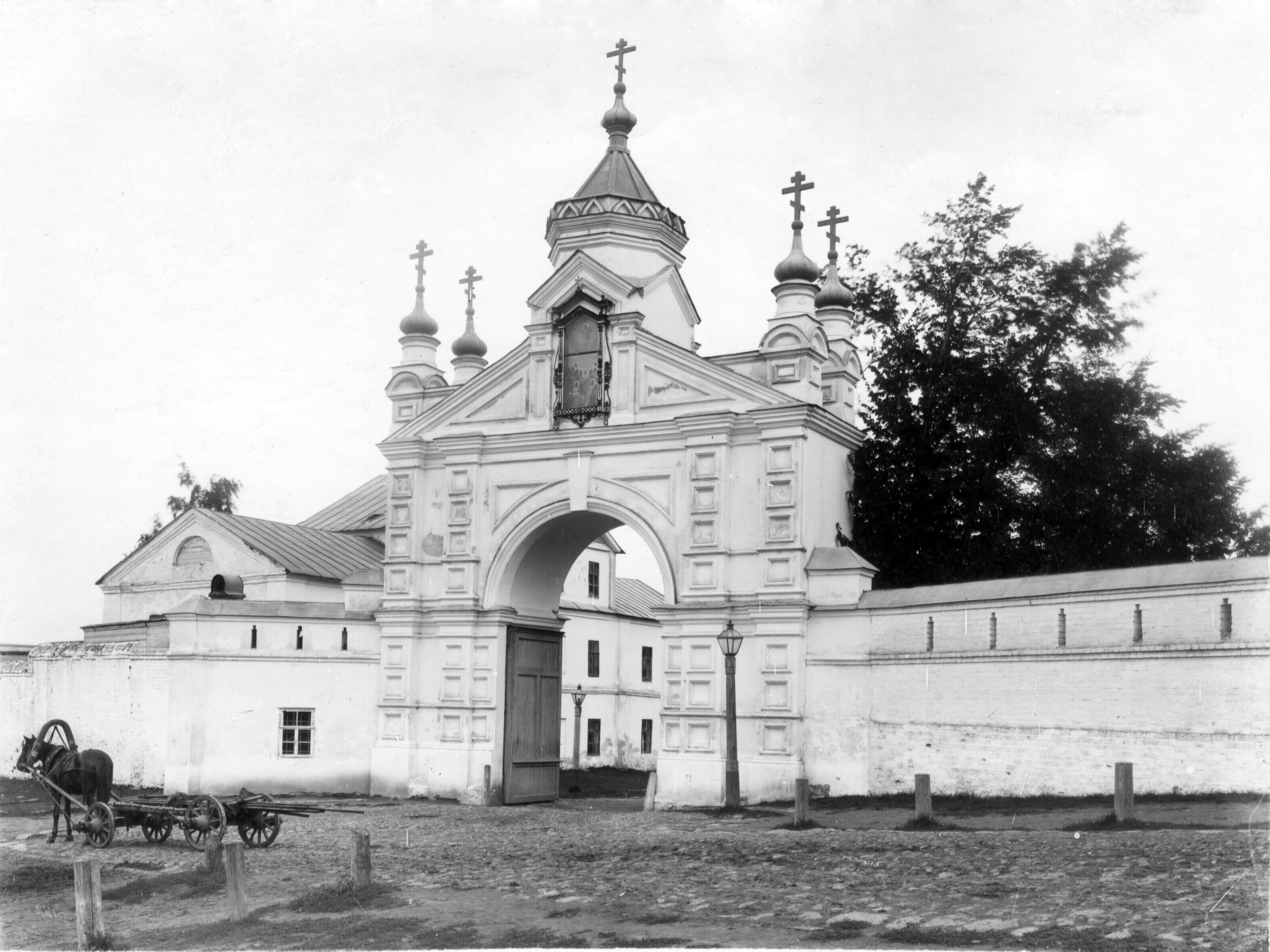
Святые врата. 1890-е годы.

### Закрытие монастыря
В 1924 году решением НКВД по Нижегородской губернии монастырь был закрыт. В разное время на его территории располагались жилые корпуса, кинотеатр, архитектурно-реставрационная мастерская.

### Монастырь в наши дни

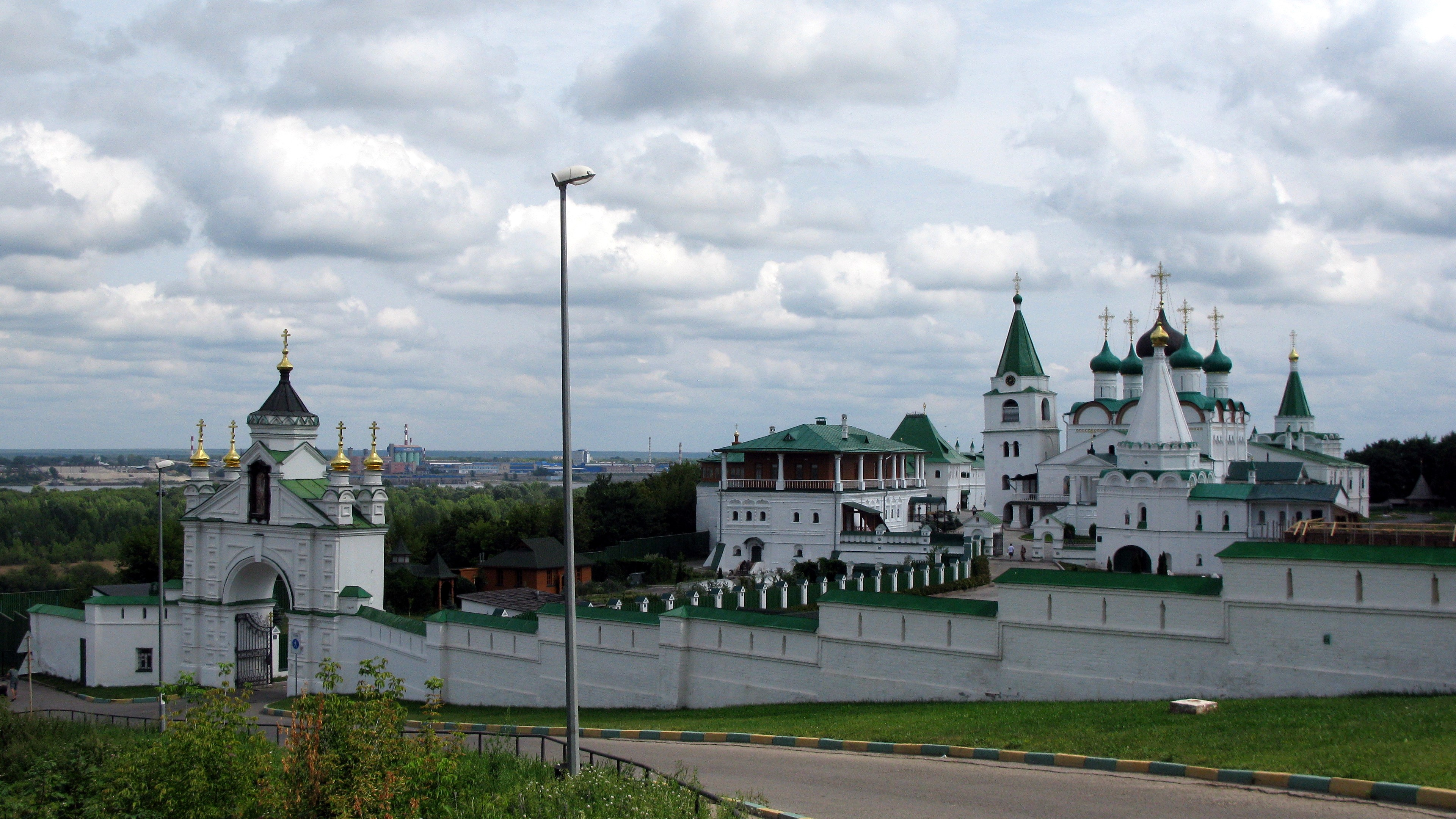
Вид монастыря с внешней стороны, 2014 г.

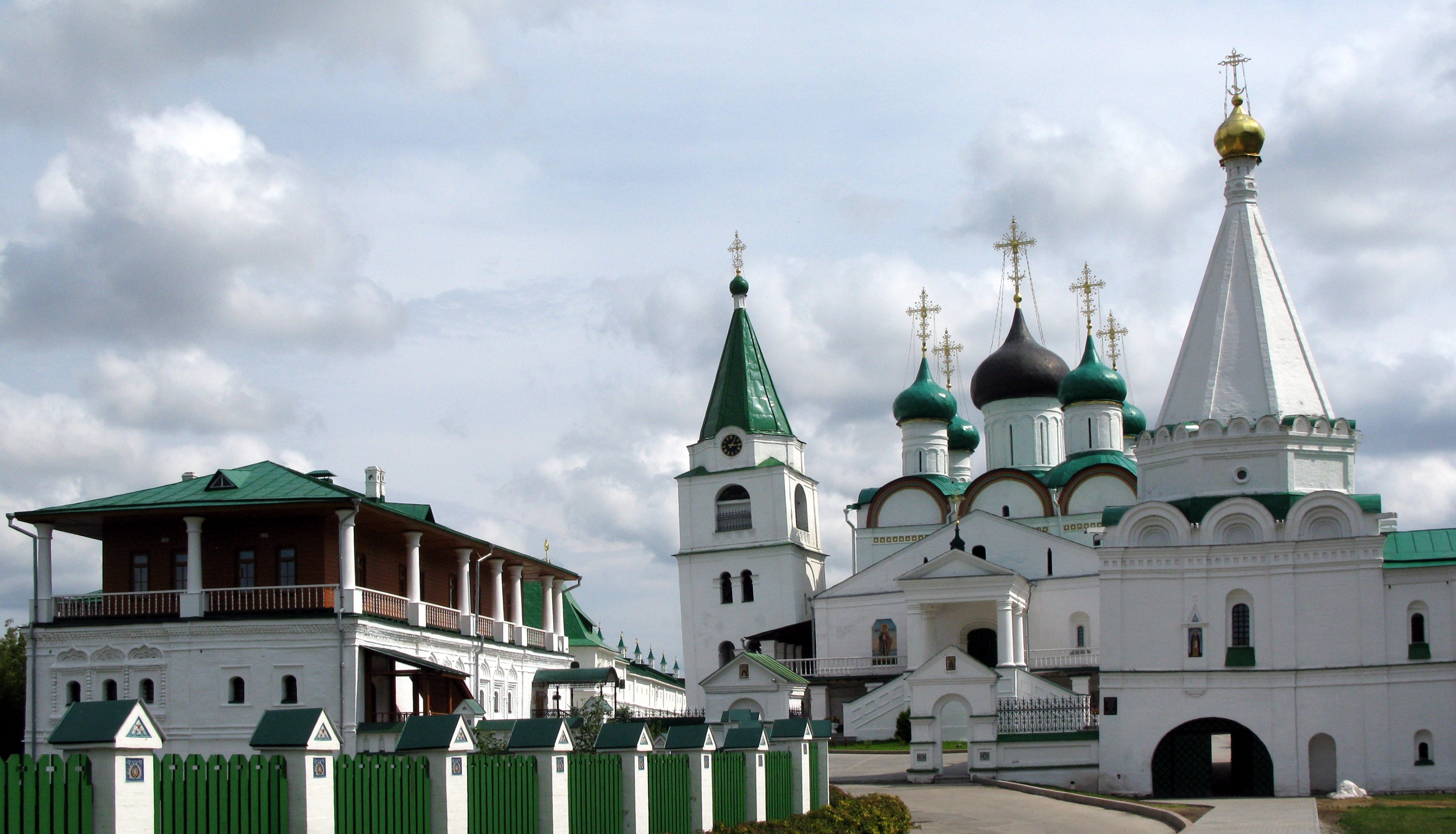
Слева — архиерейские палаты, по центру — Вознесенский собор, справа — надвратная Евфимиевская церковь.

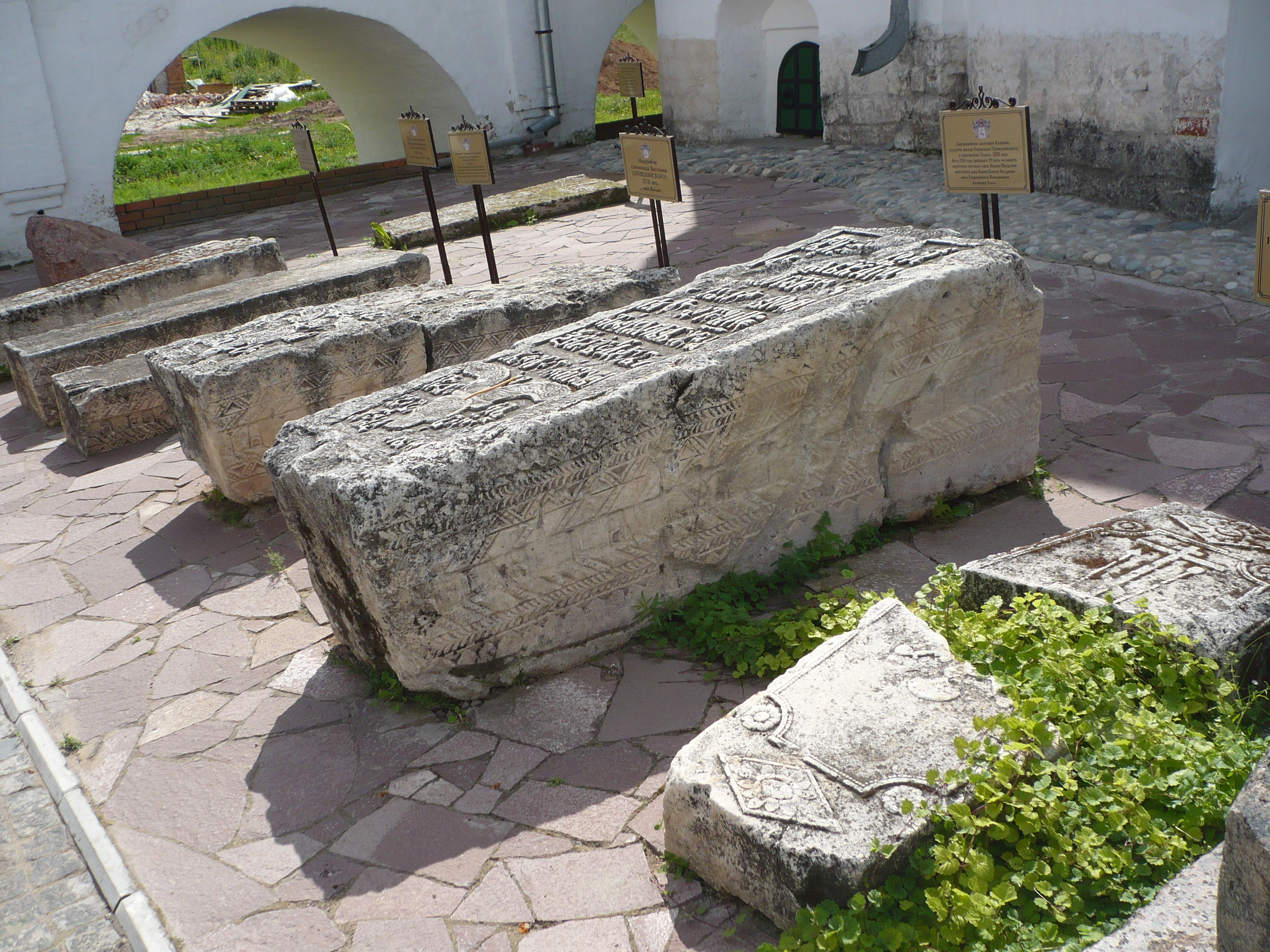
Сохранившиеся надгробные плиты на монастырском кладбище

Печерская обитель была возобновлена в 1994 году. С 1999 года наместником монастыря является архимандрит Тихон (Затёкин).
Настоятелем Печерского монастыря является правящий архиерей Нижегородской епархии. Им с 2003 года является митрополит Нижегородский и Арзамасский Георгий. Братия монастыря к 2004 году насчитывала 14 человек. На территории монастыря располагается музей истории Нижегородской епархии.
В августе 2007 года монахи монастыря приступили к съёмкам хроникально-документального фильма о жизни и деятельности патриарха Сергия. Автором идеи и сценария стал наместник монастыря архимандрит Тихон (Затекин), режиссёром и оператором — эконом, иеромонах Олег (Осипов). Первая серия была представлена к 140-летнему юбилею патриарха (в сентябре 2007 года) — в ней рассказывается о юности Сергия, его учёбе сначала в Арзамасском духовном училище, затем в Нижегородской духовной семинарии и поступлении в Петербургскую духовную академию. Были сняты четыре серии фильма, каждая продолжительностью 40 минут.
В начале декабря 2007 года установлен каркас иконостаса в Успенской церкви и велась сборка его деталей, а в трапезной части храма выполнялись шпаклёвочные работы.
31 декабря 2008 года архиепископ Нижегородский и Арзамасский Георгий освятил Успенскую церковь.
В 2009 году к празднику Успения отреставрирована икона XVIII века «Успение Божией Матери». При реставрации на пожертвования прихожан был сделан новый оклад.
В ходе 4-дневного визита на Нижегородскую землю патриарх Кирилл несколько раз посещал монастырь. Во время первого посещения 10 сентября 2009 года патриарх Кирилл передал в дар обители Казанскую икону Божией Матери с памятной надписью..
15 марта 2010 года по благословению архиепископа Георгия в Успенской церкви впервые за 80 лет был совершён постриг: наместником монастыря архимандритом Тихоном был пострижен в малую схиму инок Игнатий (Новиков)
31 декабря 2010 года архиепископ Георгий совершил чин освящения надвратного храма в честь преподобного Евфимия Суздальского. Реставрация храма продолжалась около двух лет. За это время иконописцами из Владимира церковь была расписана в стиле древнего владимиро-суздальского письма. Образцом для росписи стал Спасо-Преображенский собор Спасо-Евфимиева монастыря в Суздале, где покоились мощи преподобного Евфимия, Суздальского чудотворца.
31 декабря 2014 года Великим чином был освящён нижний храм Успенской церкви. Храм был освящён в честь Собора Радонежских святых.
31 декабря 2018 года митрополит Нижегородский и Арзамасский Георгий в Успенском храме совершил чин Великого освящения придела в честь святых новомучеников: епископа Балахнинского Лаврентия, протоиерея Алексия Порфирьева и Алексия Нейдгардта, расстрелянных 6 ноября 1918 года.
С 2018 года ведётся создание трёх аллей исторического парка: династии Романовых, Рюриковичей и русским патриархам (примыкающей к склону холма).

## Архитектурные сооружения
1. Вознесенский собор 1630—1632 гг.
2. Успенская церковь при трапезной 1648 г.
3. Надвратная церковь во имя св. преп. Евфимия Суздальского 1645 г.
4. Церковь во имя св. апостолов Петра и Павла 1738 г.

Кроме того, на территории монастыря располагаются и другие сооружения, XVII—XVIII веков постройки, в том числе восстановленные и отреставрированные в 2005 г. Архиерейские палаты.
Другую достопримечательность монастыря составляет колокольня при Вознесенском соборе, которая почти со дня постройки приобрела большой наклон к горизонтали, подобно Пизанской башне. На этой колокольне в 2005 году были установлены уникальные механические часы с мелодическим боем («Боже, Царя храни!» и «Коль славен наш Господь в Сионе»).
Успенская и надвратная Евфимиевская шатровые церкви были возведены нижегородским зодчим Антипом Константиновым (Возоулиным). Он же участвовал в строительстве Архангельского собора в Нижегородском кремле, а также, среди прочего, в строительстве Теремного дворца и реставрации Успенского собора в Московском Кремле.

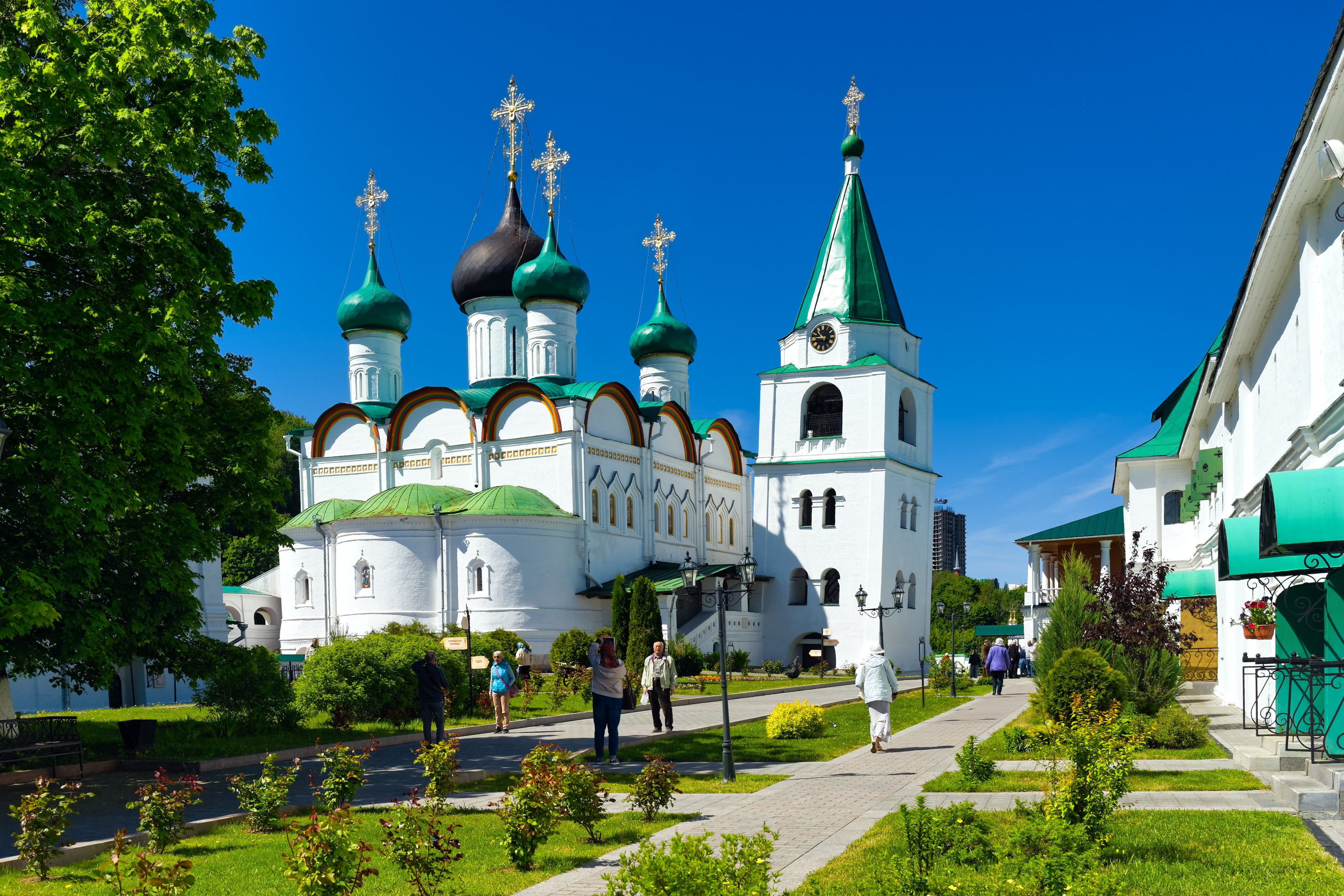
Вознесенский собор с колокольней
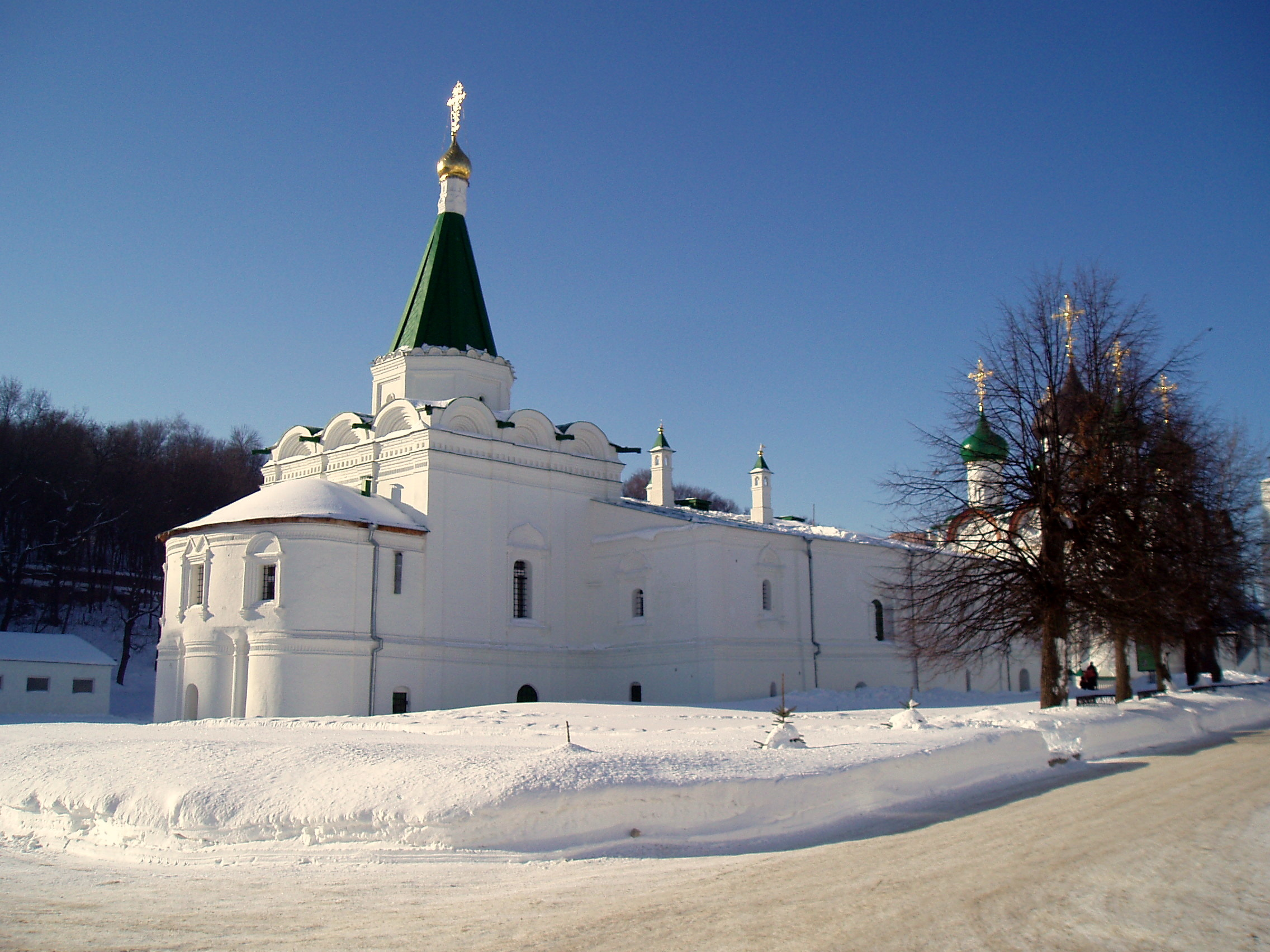
Церковь Успения Божией Матери при трапезной
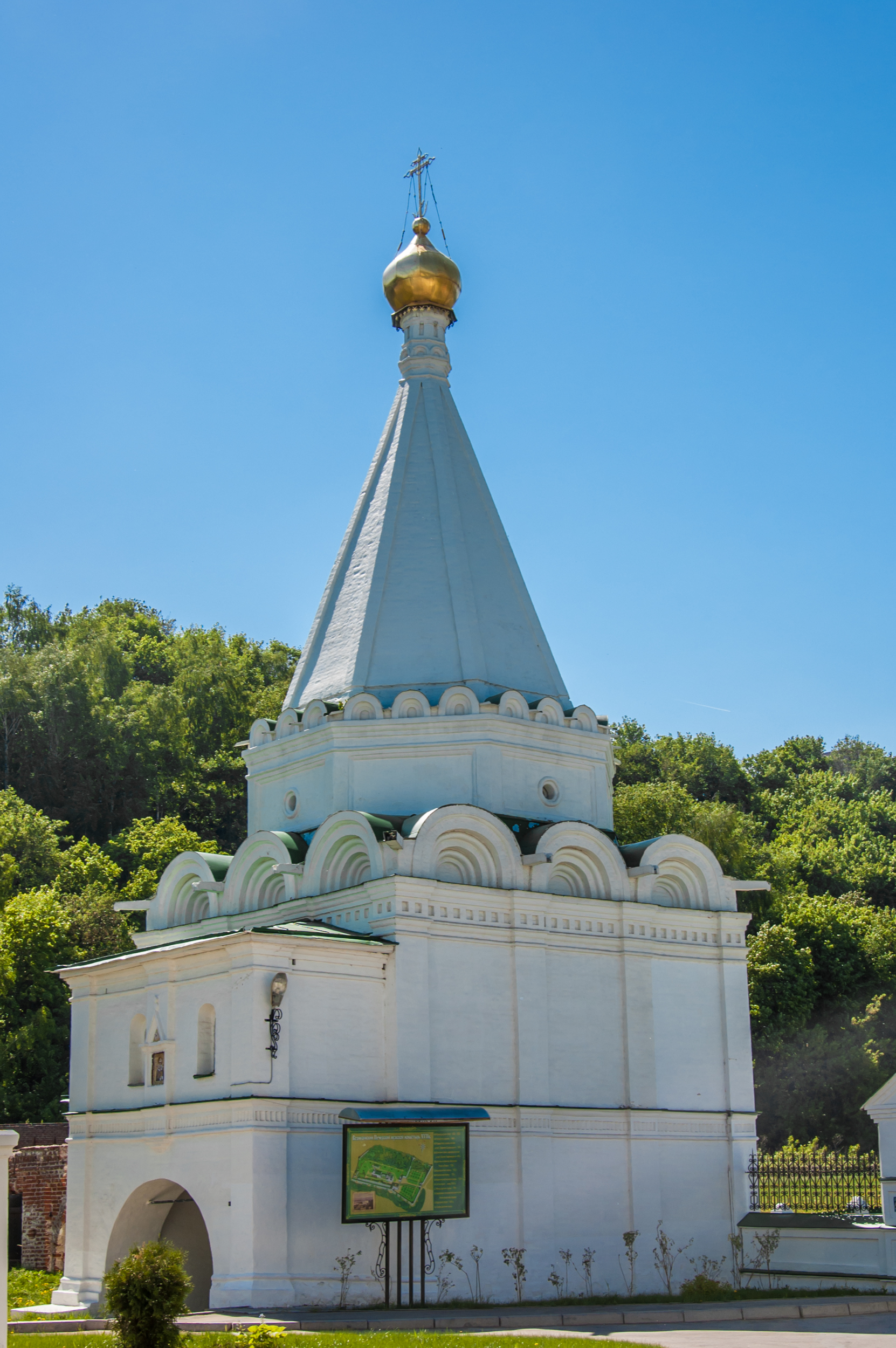
Церковь Евфимия Суздальского
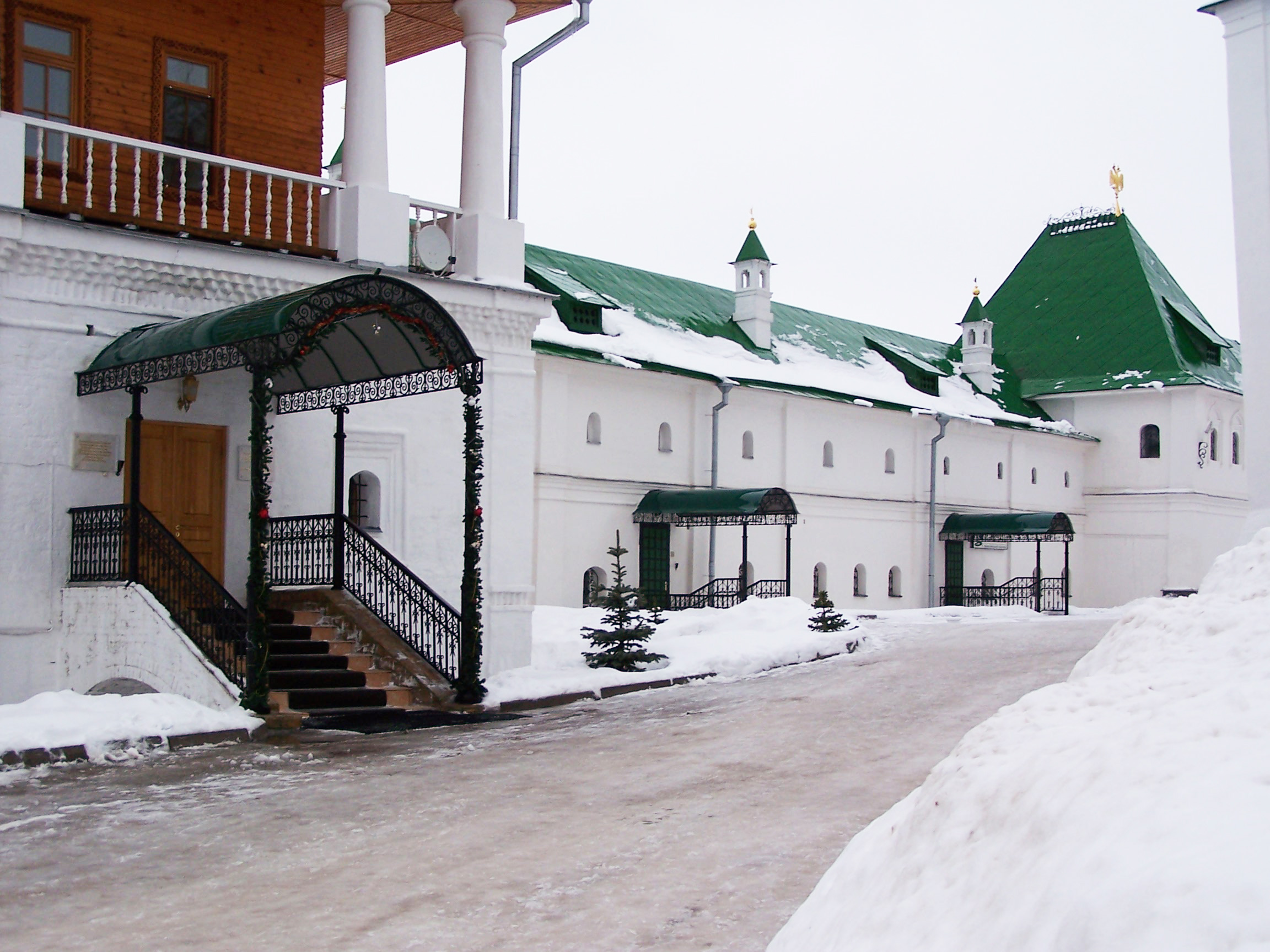
Вход в Архиерейские палаты
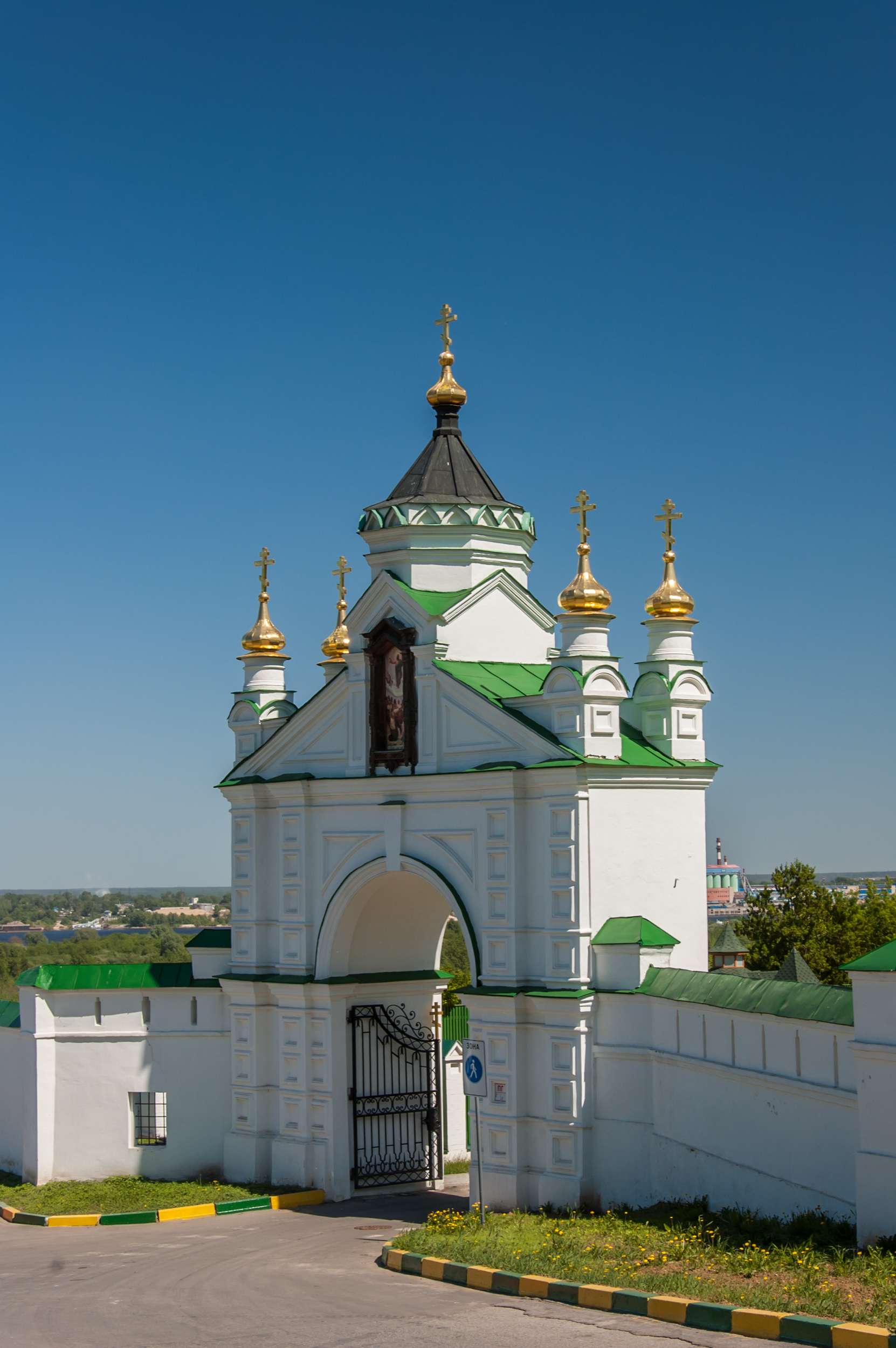
Святые врата
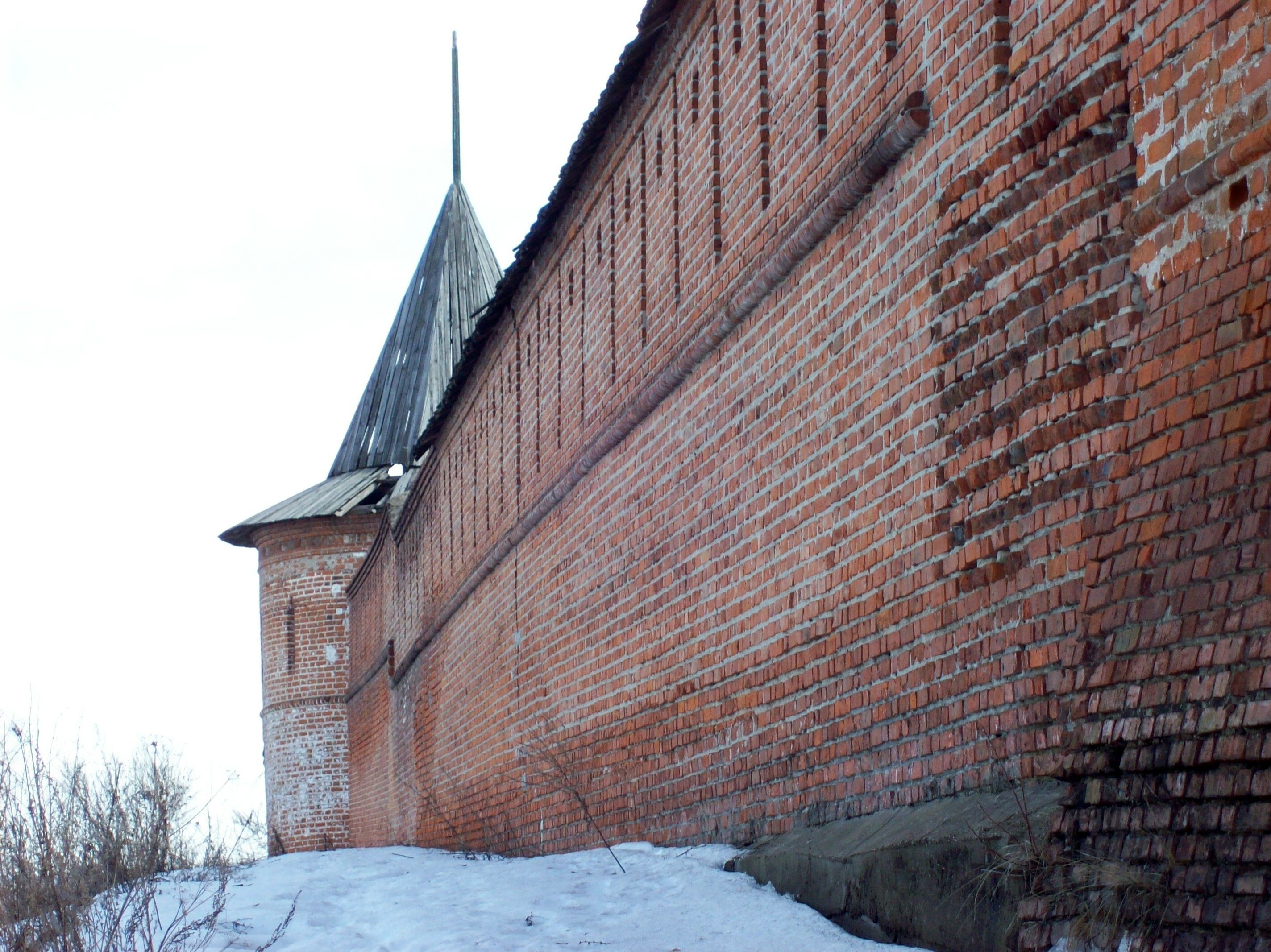
Северо-восточная башня монастыря (2008)
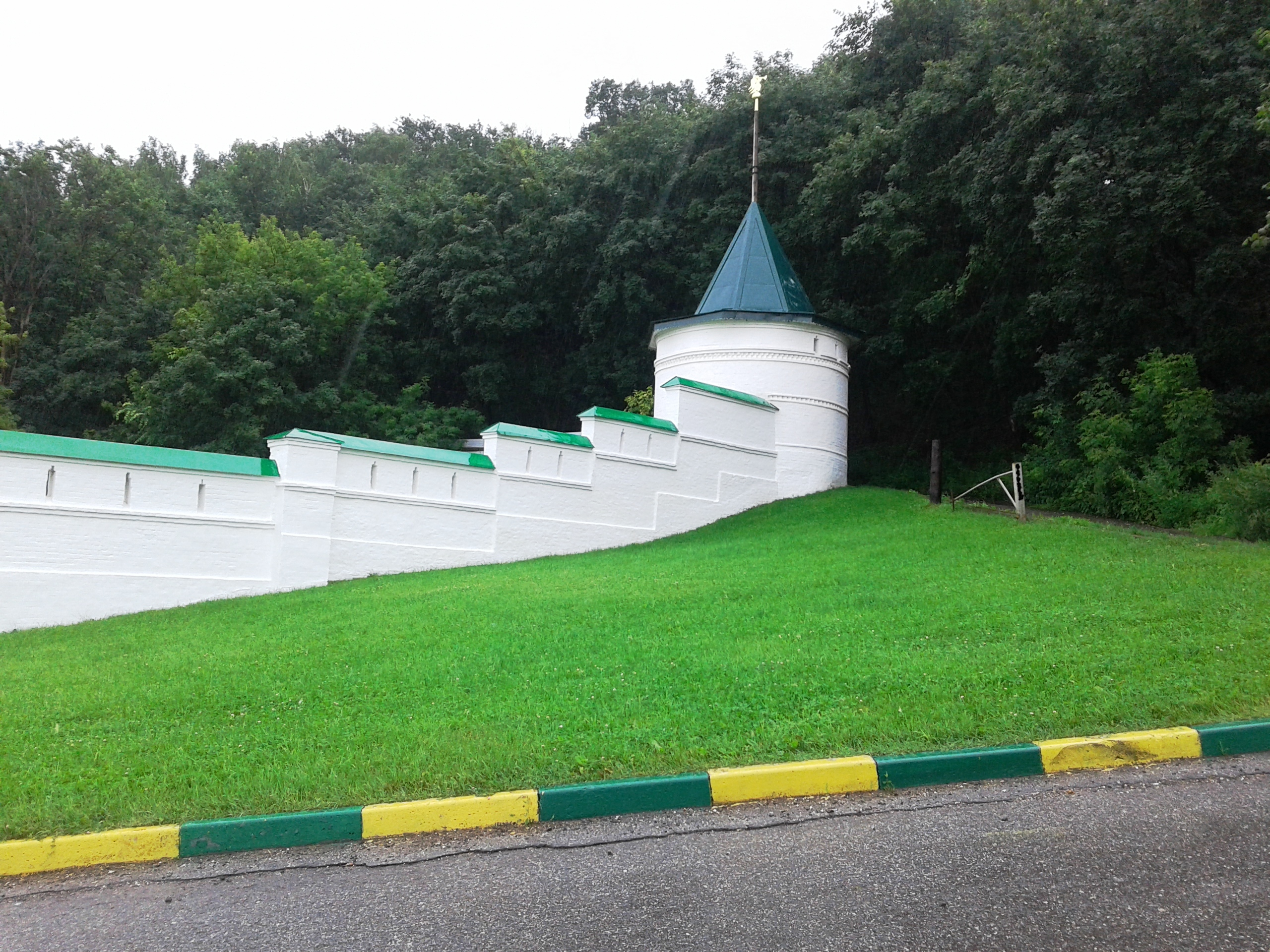
Юго-западная башня

## Настоятели
1. Архимандрит Дионисий Суздальский
2. Архимандрит Ефросин (? — 1386)
3. Архимандрит Игнатий I
4. Архимандрит Иосиф I
5. Архимандрит Исаакий
6. Архимандрит Никандр I
7. Архимандрит Савва
8. Архимандрит Феогност I
9. Архимандрит Евфимий
10. Архимандрит Игнатий II
11. Архимандрит Павел
12. Архимандрит Мисаил
13. Архимандрит Герасим I
14. Архимандрит Мисаил II
15. Архимандрит Никандр II
16. Архимандрит Илия
17. Архимандрит Киприан I
18. Архимандрит Игнатий III
19. Архимандрит Иоанн
20. Архимандрит Иоакинф
21. Архимандрит Василий
22. Архимандрит Иов I
23. Архимандрит Закхей I
24. Архимандрит Парфений I
25. Архимандрит Феодор
26. Архимандрит Феогност II
27. Архимандрит Константин I
28. Архимандрит Иов II
29. Архимандрит Левкий
30. Архимандрит Тихон I
31. Архимандрит Закхей II
32. Архимандрит Кассиан
33. Архимандрит Иоаким
34. Архимандрит Митрофан
35. Архимандрит Александр
36. Архимандрит Кирилл
37. Архимандрит Иона I
38. Архимандрит Онуфрий
39. Архимандрит Нафанаил
40. Архимандрит Трифон
41. Архимандрит Вассиан
42. Архимандрит Иоиль
43. Архимандрит Феодосий
44. Архимандрит Иов III
45. Архимандрит Макарий I
46. Архимандрит Рафаил I
47. Архимандрит Макарий II
48. Архимандрит Рафаил II
49. Архимандрит Герман I
50. Архимандрит Тихон II
51. Архимандрит Стефан
52. Архимандрит Герасим
53. Архимандрит Илларион (1656—1657)
54. Архимандрит Филарет I
55. Архимандрит Киприан II
56. Архимандрит Иосиф II (1672)
57. Архимандрит Симеон (1672—1674)
58. Архимандрит Варлаам I
59. Архимандрит Нил
60. Архимандрит Иоасаф
61. Архимандрит Епифаний
62. Архимандрит Даниил
63. Архимандрит Герман II
64. Архимандрит Варсонофий
65. Архимандрит Иона II
66. Архимандрит Варлаам II
67. Архимандрит Сергий
68. Архимандрит Филарет II (1729—1753; с перерывом)
69. Архимандрит Мефодий
70. Архимандрит Трифилий
71. Архимандрит Палладий (Юрьев) (1753—1758)
72. Архимандрит Софроний (Долгоневский)
73. Архимандрит Константин (Борковский) (1772—1773)
74. Архимандрит Аггей (Колосовский) (1773—1774)
75. Архимандрит Иоасаф III
76. Архимандрит Иоанникий (Никифорович) (1790—1794)
77. Архимандрит Иероним (Поняцкий) (1794—1798)
78. Наместник иеромонах Дамаскин
79. Архимандрит Гедеон (Ильин) (1799—1802)
80. Архимандрит Иринарх (1806—1821)[16]
81. Наместник игумен Герман
82. Архимандрит Гавриил (Городков) (1821—1828)
83. Наместник иеромонах Корнилий
84. Архимандрит Иннокентий (Платонов) (с 1827)
85. Архимандрит Ириней
86. Архиепископ Нижегородский и Арзамасский Иаков (Вечерков) (1847—1850)
87. Наместник Архимандрит Феофил (Надеждин) (1851—1855)
88. Епископ Нижегородский и Арзамасский Иеремия (Соловьёв)
89. Наместник Архимандрит Досифей (Цветков)
90. Епископ Нижегородский и Арзамасский Антоний (Павлинский)
91. Епископ Нижегородский и Арзамасский Нектарий (Надеждин)
92. Епископ Балахнинский Макарий (Миролюбов)
93. Наместник иеромонах Ефрем
94. Епископ Балахнинский Поликарп (Гонорский)
95. Наместник архимандрит Иоаникий
96. Епископ Балахнинский Димитрий (Самбикин)
97. Епископ Балахнинский Агафодор (Преображенский)
98. Епископ Балахнинский Иаков (Пятницкий)
99. Наместник архимандрит Аркадий (Кузнецов)
100. Епископ Балахнинский Иувеналий (Половцев)
101. Епископ Балахнинский Алексий (Опоцкий)
102. Епископ Балахнинский Аркадий (Карпинский)
103. Епископ Балахнинский Анастасий (Опоцкий)
104. Епископ Балахнинский Нестор (Фомин)
105. Наместник игумен Иеремия (Зерчанинов), впоследствии архимандрит Нижегородского Благовещенского монастыря
106. Епископ Балахнинский Исидор (Колоколов) (1903—1906)
107. Наместник архимандрит Парфений (Державный)
108. Епископ Балахнинский Евфимий (Елиев)
109. Епископ Балахнинский Геннадий (Туберозов) (1909)
110. Епископ Балахнинский Макарий (Гнеушев)
111. Епископ Балахнинский Лаврентий (Князев)
112. Епископ Балахнинский Петр (Зверев)
113. Наместник архимандрит Порфирий
114. Епископ Печерский Варнава (Беляев)
115. Архимандрит Александр (Толстопятов)
116. Митрополит Нижегородский и Арзамасский Николай (Кутепов)
117. Наместник иеромонах Александр (Каменев)
118. Наместник архимандрит Тихон (Затёкин)
119. Архиепископ Нижегородский и Арзамасский Евгений (Ждан)
120. Архиепископ Нижегородский и Арзамасский Георгий (Данилов)

## Памятники
- Памятник императору Александру II Освободителю. Бюст установлен около Вознесенского собора в мае 2013 года в честь 400-летия Дома Романовых и в память пребывания императора Александра II вместе со своей супругой императрицей Марией Александровной в нижегородском Печерском Вознесенском монастыре в 1858 году[17]. Впоследствии был дополнен бюстами других членов династии Романовых, а также бюстами династии Рюриковичей.
- Бюст церковного историка архиепископа Макария (Миролюбова). Установлен в 2022 году[18].